# Simphiwe Nongqayi
Simphiwe Nongqayi (* 18. Februar 1972 in Border Post, Südafrika) ist ein ehemaliger südafrikanischer Boxer im Superfliegengewicht.

## Profikarriere
2002 begann er erfolgreich seine Profikarriere. Am 15. September 2009 boxte er gegen Jorge Arce um den Weltmeistertitel des Verbandes IBF und siegte durch einstimmige Punktrichterentscheidung. Diesen Gürtel verteidigte er im April des darauffolgenden Jahres gegen Malik Bouziane mit einem Unentschieden und verlor ihn gegen Juan Alberto Rosas durch T.K.o. in Runde 6. 
2012 beendete er seine Karriere.